# Maquet
Pour les articles homonymes, voir Maquet (homonymie).
Maquet est une maison française de papeterie et maroquinerie de luxe fondée en 1841 par les frères Hector et Charles Maquet. L’une des plus renommées de la place de Paris, la Maison Maquet devient fournisseur breveté de l’Impératrice Eugénie et de plusieurs cours européennes. Au cours de son histoire, elle remporte de nombreux prix et médailles aux expositions universelles.

## Histoire de la Maison Maquet

### Papetier-Maroquinier depuis 1841
La Maison Maquet est établie en 1841 par les frères Hector et Charles Maquet. L'aîné de la fratrie Maquet n’est autre qu’Auguste Maquet, romancier et célèbre collaborateur d’Alexandre Dumas, pour lequel il co-écrit plusieurs chefs-d’œuvre, dont Les Trois Mousquetaires, La Reine Margot et Le Comte de Monte-Cristo.
La Maison Maquet est créée pour exploiter un brevet d’invention relatif à la fabrication mécanique des premières enveloppes, dont l’usage était encore peu répandu. Ce brevet, déposé en 1841 et délivré le 17 janvier 1842, décrit la fabrication de l’« enveloppe carte-lettre », aussi qualifiée de « mot à la Poste ». L’invention de l’enveloppe correspond à l’aboutissement de diverses précautions visant à préserver la confidentialité de la correspondance depuis le XVIIe siècle. 
En 1846, Hector et Charles Maquet séparent leurs sphères d’activité. Charles s'occupe de la fabrique d’enveloppes, tandis qu’Hector se consacre à la boutique rue de la Paix. Hector Maquet dépose sa marque propre en 1864, qui consiste en un élégant monogramme.
Au fil des ans, la Maison Maquet occupe plusieurs adresses sur la rue de la Paix à Paris, d’abord le numéro 20 de 1841 à 1846, puis le numéro 26 de 1847 à 1867, et enfin le numéro 10 à partir 1868 où elle restera une centaine d’années. En 1967, la Maison déménage au 45, rue Pierre Charron où elle tiendra boutique jusqu’en 1993. Restée longtemps sans succursale, Maquet exploitait également une boutique à Nice au 16, avenue Massena devenue avenue de Verdun.

### Fournisseur de l’Impératrice et d'une clientèle prestigieuse
La Maison Maquet devient bientôt l’une des papeteries de détail les plus à la mode et jouit d’une grande renommée sous le Second Empire. Elle obtient même le titre convoité de « fournisseur breveté de Sa Majesté l’Impératrice », diplôme qui reconnaît le talent et le savoir-faire de la Maison. « L’Impératrice Eugénie se rendait régulièrement dans la boutique de la rue de la Paix, où elle était servie par Madame Maquet ».
Maquet est en vogue auprès des cours étrangères, comme elle aime à le rappeler dans ses publicités, et se constitue une clientèle aussi prestigieuse que loyale. C’est ainsi qu’elle fournit la cour de Russie et, notamment, la grande-duchesse et le grand-duc Constantin de Russie. Le Figaro rapporte en 1875 que « les papiers sont illustrés aux armes du grand-duc, émaillés or et couleur ; rien de plus riche et de meilleur goût ». Le prince Axel de Danemark est un client fidèle de Maquet.
Séduisant les élites aristocratiques, la Maison Maquet compte parmi ses clients la Princesse Pauline von Metternich, les familles Rohan-Chabot ou encore Costa de Beauregard.
Par la suite, avec l'avènement de la IIIe République, la Maison Maquet approvisionne les institutions républicaines, y compris le Palais de l’Elysée, l’Hôtel de Ville de Paris et les ambassades françaises, ainsi que les institutions financières telles que la Banque de France.
Autre client prestigieux de Maquet, l'Opéra de Paris y fait imprimer certains de ses programmes.

### Une nouvelle ère pour la Maison Maquet
En 1908, Maquet est cédée à l’homme d’affaires et architecte de renom Léon Tissier, qui donne une nouvelle impulsion à la Maison et multiplie les collaborations artistiques. Né d’un père fabricant d’articles de voyage, Tissier contribue à développer l’offre de produits de maroquinerie de Maquet. Pour asseoir ses ambitions dans l’imprimerie, il acquiert bâtiments et métiers pour l’impression situés rue de Langhouat dans le quartier de la Goutte d’Or à Paris qu’il cédera finalement en partie aux Etablissement Gérault-Fouqueray en 1936,. 
En 1990, c’est au tour du papetier-graveur Cassegrain d’acquérir la Maison Maquet, mais la société disparaît en 1994.
Vingt ans plus tard, en 2014, la marque Maquet est reprise par Luvanis, une société d’investissement luxembourgeoise spécialisée dans la relance de marques endormies qui est notamment à l’origine de la renaissance du malletier Moynat, ou encore de la Maison de couture Paul Poiret.

## Produits et services
La Maison Maquet a longtemps été reconnue comme la plus fine papeterie et la plus luxueuse maroquinerie de Paris.
Dans un premier temps, elle est spécialisée dans les enveloppes et la papeterie de luxe. Elle crée ainsi des papiers armoiriés et chiffrés, des peintures héraldiques sur parchemin, des cartes de visite, des lettres de mariage, des billets de naissance, des invitations à dîner et des carnets de bal. Elle étend, dans un second temps, son savoir-faire pour proposer des articles de maroquinerie de luxe, d’orfèvrerie, d’horlogerie, avant de produire des gravures et des impressions d’art.
Maquet fait de la publicité par le biais d’ingénieux catalogues commerciaux, de programmes de théâtre et de la presse de mode, dont la luxueuse publication Les Modes,.

### Papeterie de luxe
La Maison Maquet produit des enveloppes et divers articles de papeterie fine. Elle développe en particulier un papier maison, le « papier impératrice », dont la teinte gris-perle, d'une grande distinction, tient le milieu entre le papier blanc et le papier azuré.
La Maison crée également des carnets de notes et de voyages. L’écrivain français Prosper Mérimée a notamment écrit en 1866 la nouvelle La Chambre Bleue, dédiée à l’Impératrice Eugénie, sur un calepin relié Maquet en maroquin vert foncé, se distinguant par de fins filets d’or sur les deux faces et des tranches dorées.
Le rayon papeterie de luxe de Maquet compte, en effet, des hommes de lettres à la réputation établie parmi ses clients. On suppose que le romancier Alexandre Dumas, qui écrit sur du grand papier à son chiffre et armoiries, se fournit chez Maquet, eu égard à ses liens avec le frère des fondateurs de la Maison, Auguste Maquet. Dumas insiste d’ailleurs pour que Maquet écrive ses manuscrits sur ce même papier.
Chez Maquet, on trouve l’ensemble des accessoires nécessaires à l’écriture, comme les encriers, les buvards, bloc-notes, porte-mines, porte-crayons et porte-plumes, mais aussi couteaux à papier et ouvre-lettres en argent ciselé.

### Maroquinerie de luxe
Tout en continuant de produire des enveloppes, sa spécialité, et de la papeterie de luxe, la Maison Maquet devient un maroquinier de luxe de premier plan. L’Impératrice Eugénie s’y fournit en articles de maroquinerie en plus d’y commander son papier à lettres.
Le rayon maroquinerie de luxe de la Maison Maquet s’attire, en outre, les faveurs des artistes à l’instar de l’actrice Jane Sabrier, qui agrémente une de ses tenues d’un sac Maquet en cuir de renne en 1909.
La Maison propose un éventail d’articles de maroquinerie, dont des sacs à main, sacs de voyage, trousses garnies, portefeuilles, porte-cartes et porte-monnaies. On y trouve encore des portefeuilles ministre, serviettes d’avocats et « buvards-touriste garnis ». Pour le voyage, la Maison développe une gamme d’encriers, de casiers à papier et d’articles en cuir et maroquin, à la fois solides et luxueux.
En 1938, la Maison Maquet est choisie pour compléter le trousseau des deux poupées exceptionnelles offertes aux Princesses Élisabeth et Margaret lors de la visite officielle du Roi George VI et de la Reine Elizabeth, destinée à renforcer l'entente cordiale entre les deux pays. Davantage que de simples jouets, ces deux poupées, nommées France et Marianne, montrent l'excellence du savoir-faire artisanal français, à travers un magnifique trousseau de 360 pièces dans la grande tradition de la haute couture parisienne. Maquet contribue au cadeau royal avec des articles de maroquinerie fine, créant deux nécessaires à écriture, l'un en cuir bleu, l'autre rouge, chacun avec leur papier à lettres assorti au monogramme de leur poupée et accompagné d'un stylo miniature en or,. 
Dans les années 1960, Audrey Hepburn, égérie de la Maison Givenchy, se fournit en maroquinerie chez Maquet. Elle possédait notamment cinq portefeuilles griffés, tous en cuir noir de qualité. 

### Horlogerie et orfèvrerie
Parmi les activités de la Maison Maquet, on compte l’horlogerie avec la production de montres-bracelets et de montres pour phaétons et automobiles.
La Maison commercialise également des articles de tabac, y compris des briquets-tabatières et des boîtes à cigares et cigarettes. Au début du XXe siècle, elle produit de nombreux briquets à friction fabriqués à partir de tabatières chinoises. Elle se spécialise dans les objets montés utilisant des éléments anciens dans la vogue orientaliste qui marque alors les arts décoratifs. 
Les boîtes Maquet, célèbres pour leur raffinement, renferment aussi bien lettres que bijoux.

### Photographie
Dès les débuts de la photographie, Hector Maquet se passionne pour ce nouveau médium et tire le portrait de son frère Auguste. Il vend bientôt dans la boutique parisienne les œuvres photographiques d’autres photographes, telles celui du photographe polonais Boleslaw Matuszewski. Cadres et albums photographiques complètent l’offre de la Maison.

### Graveur, imprimeur et éditeur d'art
Depuis longtemps établie comme papetier et maroquinier, la Maison Maquet se lance comme graveur, imprimeur d’art et éditeur au début du XXe siècle.

#### Menus artistiques
Maquet réalise ainsi les menus pour:
- L’Hôtel de Ville de Paris, dont par exemple le menu pour le déjeuner offert à Théodore Roosevelt le 25 avril 1910[34] et le menu pour l'inauguration du Pavillon de la Ville de Paris à l'Exposition des Arts Décoratifs en présence du Président Gaston Doumergue le 14 mai 1925[35].
- Le Palais de l’Élysée, comme le menu du dîner offert au Roi Pierre Ier de Serbie le 16 novembre 1911, illustré par Octave Denis Victor Guillonet[36];
- Les ambassades françaises à l’instar du menu du dîner offert pour la réception du Roi George V par le Président Raymond Poincaré à l’Ambassade de France à Londres, le 25 juin 1913, illustré par George Barbier[37];
- L'inauguration de la section française à l’Exposition Universelle de Bruxelles de 1910 ;
- La Compagnie Générale Transatlantique, aussi surnommée « Transat » ou « French Line », et, en particulier, les menus pour le Paquebot France ;
- Le restaurant Drouant, qui accueille mensuellement depuis 1914 les jurés du prix Goncourt et depuis 1926 ceux du prix Renaudot[38].

#### Affiches
Parmi les affiches imprimées par la Maison, on compte celle du troisième Emprunt de Défense Nationale, conçue par Albert Besnard, en 1917 ou encore celle de l'Emprunt de la Paix, dessinée par Henri Lebasque, en 1920. 
C’est aussi Maquet qui est à l’origine des affiches pour les paquebots transatlantiques, notamment celles pour la Compagnie de Navigation Sud-Atlantique  et pour la Compagnie Générale Transatlantique. 

#### Ex-libris
Vu son expérience dans la papeterie et la gravure ainsi que de ses liens avec les hommes de lettres, la Maison Maquet fournit sa clientèle en ex-libris personnalisés, répondant ainsi aux attentes des bibliophiles passionnés. Le Prince de Hohenlohe, qui fut Chancelier impérial d'Allemagne de 1894 à 1900, faisait graver ses ex-libris chez Maquet, tout comme André Kostolany, Raoul Warocqué (qui commande pas moins de 10 000 ex-libris chez Maquet), Thyra Seillière.

#### Catalogues commerciaux et éventails publicitaires
La Maison Maquet entretient des liens étroits avec les maisons de luxe parisiennes, pour lesquelles elle crée des catalogues commerciaux, des éventails publicitaires et des papiers d'emballage. Maquet collabore avec les parfumeurs Guerlain, L.T. Piver, et Rigaud.
De plus, Maquet réalise des documents publicitaires pour les grandes maisons de champagne et compte ainsi parmi ses clients la Maison Moët & Chandon,. En 1910, une publicité pour les champagnes Charles Heidsieck est imprimée par Maquet.
La Maison réalise de nombreux éventails publicitaires dont une partie se trouve dans les collections des Arts Décoratifs. Maquet imprime, en particulier, de nombreuses illustrations sur les éventails publicitaires de la Maison Duvelleroy. 
Surtout, la Maison s’associe avec les grands couturiers les plus en vue du moment, comme Paul Poiret, pour laquelle elle crée du papier à entête, et Jeanne Paquin, pour qui Maquet crée notamment un luxueux catalogue commercial pour « L'éventail et la fourrure chez Paquin » en 1911. 

#### Les Choses de Paul Poiret vues par Georges Lepape, 1911
C’est à Maquet que l’on doit l’impression du recueil resté célèbre et intitulé Les Choses de Paul Poiret vues par Georges Lepape en 1911. À la pointe des techniques commerciales de son temps, Poiret se sert de ses collaborations avec les illustrateurs Paul Iribe et Georges Lepape pour véhiculer une image de la femme moderne qui se retrouve dans les vêtements portant sa griffe. Ce recueil de 1911 rompt avec la gravure de mode traditionnelle pour offrir une représentation stylisée et graphique de la mode.

#### La revueModes et Manières d’aujourd’hui, 1912-1914
Poursuivant la voie ouverte avec le recueil Les Choses de Paul Poiret vues par Georges Lepape (1911), la Maison Maquet se lance dans la publication annuelle d’une luxueuse revue illustrée sous le nom de Modes et Manières d’aujourd’hui. Le premier numéro, paru en 1912, fait de nouveau appel à Georges Lepape, qui produit 12 planches en couleur sur papier japon. La deuxième année, en 1913, la revue s’adresse à l’illustrateur Martin, tandis que c’est George Barbier qui crée les illustrations de 1914.

### Collaborations artistiques
Au total, la Maison Maquet collabore avec nombre d’illustrateurs, lithographes, affichistes et graveurs renommés, dont :
- Guy Arnoux
- George Barbier
- Albert Besnard
- Umberto Brunelleschi
- Octave Denis Victor Guillonnet
- Henri Lebasque
- Georges Lepape
- Valdo-Barbey
- Adolphe Willette

## Inventions et récompenses

### Brevets d'invention
1842 – Brevet d’invention pour une machine propre à confectionner les enveloppes de lettres (déposé le 16 août 1841, octroyé le 17 janvier 1842).
1849 – Brevet d’invention pour une machine à plier les enveloppes de lettres sans avoir de guide, forme ou gabarit, à l'intérieur de l'enveloppe (déposé le 30 août 1848, octroyé le 27 octobre 1849).
1850 – Brevet d’invention pour un système d'appareil servant à écrire et à cacher complètement l'écriture, afin que la personne à laquelle on s'adresse puisse seule en prendre connaissance (déposé le 9 septembre 1850, octroyé le 2 novembre 1850).
1853 – Brevet d’invention pour des perfectionnements apportés dans les enveloppes ayant l'avantage de ne pouvoir être ouvertes sans laisser des traces évidentes (déposé le 19 juillet 1853, octroyé le 24 août 1853).

### Récompenses aux Expositions Universelles et Internationales
1855 – Exposition Universelle de Paris : Médaille de Bronze. En décembre 1855, dans son compte-rendu de l'Exposition, Le Magasin Pittoresque se concentre sur l'encrier présenté par Maquet, qui fut dessiné par Riester et sculpté en bois par Gayonnet. Qualifié de « charmant meuble de luxe », cet encrier combine contrées exotiques, inspirations médiévales et créatures fantastiques, qui s'affrontent dans un combat imaginaire. Il n'est pas sans rappeler les sculptures animalières dans le style romantique d'Antoine-Louis Barye, par sa recherche d'expressivité dans la violence des combats représentés. 
1867 – Exposition Universelle de Paris : Médaille d’Argent. 
1913 – Exposition Universelle de Gand : Grand Prix (Classe 92, Papeterie).
1925 – Exposition Internationale des Arts Décoratifs et Industriels modernes : Participation (Classe 23, Parfumerie).